# Eduardo Deboni
Eduardo Deboni (Erechim, 24 de setembro de 1981) é um nadador brasileiro.

## Trajetória esportiva
Eduardo Deboni participou do Campeonato Mundial de Esportes Aquáticos de 2007, no revezamento 4 x 100 metros nado livre, levando o Brasil a se classificar para a final.
Nos Jogos Pan-Americanos de 2007, no Rio de Janeiro, foi medalha de ouro no revezamento 4 x 100 metros livre, batendo o recorde sul-americano e dos jogos pan-americanos, com a marca de 3m15s90, junto com Fernando Silva, Nicolas Oliveira e César Cielo; medalha de prata no 4 x 100 metros medley, por ter participado da eliminatória; e quarto lugar nos 100 metros livre. 
Participou do Campeonato Mundial de Natação em Piscina Curta de 2008, e foi à final do revezamento 4 x 100 metros livre, terminando em oitavo lugar. Também ajudou o revezamento 4 x 100 metros medley a ir para a final, batendo o recorde sul-americano com a marca de 3m29s74, junto com Guilherme Guido, Felipe França e Lucas Salatta; ficou em 25º nos 50 metros livres; e 28º nos 100 metros livres.
Integrou a delegação nacional nos Jogos Olímpicos de Verão de 2008 em Pequim, na China, na condição de reserva.

### Recordes
Deboni foi detentor dos seguintes recordes:
Piscina olímpica (50 metros)
- Ex-recordista sul-americano do revezamento 4 x 100 metros livre: 3m15s90, obtidos em 20 de julho de 2007, com Fernando Silva, Nicolas Oliveira e César Cielo[2]

Piscina semi-olímpica (25 metros)
- Ex-recordista sul-americano do revezamento 4 x 100 metros medley: 3m29s74, obtidos em 13 de abril de 2008, com Guilherme Guido, Felipe França e Lucas Salatta[11]